# Hissam Hussein Dehaini
Hissam Hussein Dehaini (São Paulo, 20 de agosto de 1957) é um político e empresário brasileiro de origem libanesa, filiado ao União Brasil. Foi prefeito de Araucária, no Paraná, entre os anos de 2017 e 2024. Ficou conhecido em abril de 2023 por se casar com uma adolescente de 16 anos e logo em seguida nomear a sogra para um cargo na prefeitura.

## Vida pessoal
Hissam atua como empresário na cidade de Araucária há mais de 20 anos, onde possui alguns empreendimentos. Na cidade, é muito lembrado por possuir um helicóptero, sendo o único a possuir um particular.
Em 2006, Dehaini sofreu um acidente de carro com sua primeira esposa, que morreu.

## Prefeitura de Araucária
Hissam candidatou-se primeiramente a prefeito em 2012 pelo PPS (atual Cidadania) mas não obteve êxito, ficando em segundo lugar na eleição. Em 2016, ainda no PPS, conseguiu se eleger prefeito, mais de 50% dos votos. Já em 2020, foi reeleito com 89,40% dos votos, sendo o primeiro prefeito reeleito consecutivamente. 
Dentre alguns projetos realizados como prefeito, se destacam a diminuição da passagem do Transporte Coletivo, a recuperação do asfalto e a instalação de iluminação de LED na grande maioria da cidade.
Em 2017, encaminhou à Câmara dos Vereadores um projeto de lei que previa isenção da tarifa no transporte público para estudantes de escolas públicas. Em dezembro de 2019, Dehaini vetou o projeto de lei que previa o aumento de 60% no salário de vereadores de Araucária. Entretanto, o veto foi derrubado em seguida.
Durante as eleições gerais de 2022, Dehaini fez campanha para Jair Bolsonaro.

### Casamento com adolescente e nomeação da sogra
A partir de 25 de abril de 2023, Dehaini foi objeto de múltiplas reportagens, a nível nacional e internacional, após se casar com uma adolescente, sua quinta esposa, de 16 anos de idade e, em seguida, nomear sua sogra, Marilene Rode, ao cargo de secretária de Cultura e Turismo. O casamento foi oficializado pela vice-prefeita de Araucária, que é cartorária, no início de abril. Acusações de nepotismo já haviam marcado a gestão Dehaini na prefeitura de Araucária em seu primeiro mandato, quando empregou sua então esposa, suas filhas e seus cunhados na prefeitura. Após a repercussão do caso, Dehaini desfiliou-se de seu partido, Cidadania, ao qual era filiado desde 2009. Em 26 de abril, Marilene Rode foi demitida, assim como Elizangela Rode, que é tia da adolescente e era secretária de Planejamento.